# Ediths Tagebuch
Ediths Tagebuch és una pel·lícula de thriller i drama alemany de 1983 escrita i dirigida per Hans W. Geißendörfer. Es va presentar a la competició principal al 40a edició del Festival Internacional de Cinema de Venècia.
La pel·lícula està basada en la novel·la amb el mateix nom de Patricia Highsmith.

## Argument
Berlín Occidental a finals dels anys setanta. Edith, una dona de mitjana edat que abans era políticament d'esquerres i que publica un diari local, i el seu marit Paul Baumeister van ser membres del moviment del 1968 fa una dècada i s'han d'adonar tàcitament que els seus plans, esperances i ideals són en desacord amb les realitats del moviment fracassat amb el temps. El seu fill Chris, que ocasionalment pateix atacs de depressió i se sent com si pertany a la generació "no importa", tampoc s'ha desenvolupat com esperaven. El dia a dia de l'Edith esdevé cada dia més un turment indescriptible i per això confia en el seu diari, que aviat es converteix en el seu millor amic, els pensaments que li venen davant la seva pròpia existència presumptament fallida.
Però les realitats embellides allà aviat comencen a enfosquir la seva visió del que és essencial, i ja no sap distingir entre la realitat i la il·lusió idealitzada. Mentre l'Edith confia cada cop més en el seu diari, el seu marit Paul, que fa temps que s'ha reorientat emocionalment i sexualment, ràpidament la deixa per una dona més jove i Chris, que mentrestant ha portat a casa el malalt oncle Georg amb les seves fantasies de la guerra mundial, i es converteix en una càrrega per l'amfitrió Edith, embruta el seu diploma de batxillerat i comença a beure. Els somnis desperts i les fantasies oníriques, de fet només en el seu diari "Realitat", ara finalment es tornen aclaparadores, ja que la realitat ja no pot aconseguir el que l'Edith espera d'ella.

## Repartiment
- Angela Winkler com a Edith Baumeister
- Vadim Glowna com a Paul Baumeister
- Leopold von Verschuer com Christian Baumeister
- Hans Madin com a George
- Irm Hermann com a Sabine Angerwolf
- Wolfgang Condrus com a Berno Angerwolf
- Sona MacDonald com a Kathanrina Ems
- Friedrich G. Beckhaus com el Dr. Bleibig
- Werner Eichhorn com el Dr. Starr